# بيش حصار (مقاطعة فومن)
بيش حصار (بالفارسية: پیش حصار) هي قرية تقع في غيلان في إيران. يقدر عدد سكانها بـ 878 نسمة بحسب إحصاء 2016.